# Stegasta
Stegasta is een geslacht van vlinders van de familie tastermotten (Gelechiidae).

## Soorten
- S. allactis Meyrick, 1904
- S. biniveipunctata (Walsingham, 1897)
- S. bosqueella (Chambers, 1875)
- S. capitella Fabricius, 1794
- S. comissata Meyrick, 1923
- S. cosmodes (Lower, 1899)
- S. donatella (Walker, 1864)
- S. postpallescens (Walsingham, 1897)
- S. sattleri Bidzilya & Mey, 2011
- S. scoteropis Meyrick, 1931
- S. tenebricosa Turner, 1919
- S. variana Meyrick, 1904
- S. zygotoma Meyrick, 1917